# Pavel Drobil
Pavel Drobil, né le 18 octobre 1971 à Bruntál, est un homme politique tchèque, membre du Parti démocratique civique (ODS).

## Biographie

### Formation et carrière
Il étudie le droit à l'université Masaryk de Brno entre 1990 et 1995. L'année suivante, il devient assistant juridique chez Arthur Andersen, puis il passe avec succès l'examen du barreau en 1998. Il fonde alors son propre cabinet d'avocats. Il est nommé, en 2007, président du conseil d'administration de Lesy České republiky, entreprise publique chargée de la gestion du domaine forestier de l'État.

### Engagement politique
Initialement membre de l'Union de la liberté (US), il rejoint le Parti démocratique civique en 2000 et est élu, en 2004, au conseil régional de la Région de Moravie-Silésie, dont il est nommé vice-gouverneur pour quatre ans.
Aux élections législatives des 28 et 29 mai 2010, il est élu à la Chambre des députés. Il est élu, le 20 juin, vice-président de l'ODS. Le 13 juillet suivant, il est nommé ministre de l'Environnement.
Après la publication, par le journal Mladá fronta Dnes, d'enregistrements de conversations entre un de ses conseillers et le vice-président du Fonds national pour l'environnement ayant pour objet la manipulation d'appels d'offre en vue de financer l'ODS et sa carrière, Drobil annonce, le 16 décembre 2010, sa démission. Elle est officielle cinq jours plus tard.